# Зінін Дмитро Едуардович
Дмитро Едуардович Зінін (20 лютого 1968, Москва, СРСР) — радянський і російський хокеїст, крайній нападник.

## Біографічні відомості
Вихованець СДЮШОР московського «Динамо». Першу гру за основний склад провів 19 січня 1988 року: в Усть-Каменогорську «динамівці» перемогли місцеве «Торпедо» з рахунком 9:2. Одну з шайб закинув Дмитро Зінін. Наступного дня казахські хокеїсти, завдяки хет-трикам Могильникова і Александрова, взяли переконливий реванш (10:2). У гостей відзначилися Дорофєєв і Зінін. Грав під номером «12». Більшу частину сезону 1987/1988 захищав кольори дочірньої команди — харківського «Динамо» (перша ліга). Два сезони виступав за московський «Спартак», у складі якого став переможцем Кубка Шпенглера. У першій половині 90-х грав за ярославське «Торпедо» і фінський клуб «Калпа» (Куопіо). У складі збірної «Торпедо» — СКА (Ленінград) брав участь у грі проти «Монреаль Канадієнс» 12 вересня 1990 року (3:5). У суперлізі також виступав за «Кристал» (Електросталь) і ЦСКА (Москва). Ігрову кар'єру завершив у 2005 році. У вищій лізі СРСР провів 120 матчів (41+16), у чемпіонаті МХЛ і російській сеперлізі — 181 (45+44).

## Досягнення
- Володар кубка Шпенглера (1): 1989

## Статистика
В елітних дивізіонах:
| Сезон               | Клуб                     | Ліга                | Регулярний сезон | Регулярний сезон | Регулярний сезон | Регулярний сезон | Регулярний сезон | Плей-оф | Плей-оф | Плей-оф | Плей-оф | Плей-оф |
| Сезон               | Клуб                     | Ліга                | І                | Г                | П                | О                | ШХ               | І       | Г       | П       | О       | ШХ      |
| ------------------- | ------------------------ | ------------------- | ---------------- | ---------------- | ---------------- | ---------------- | ---------------- | ------- | ------- | ------- | ------- | ------- |
| 1987-88             | «Динамо» (Москва)        | СРСР                | 5                | 2                | 0                | 2                | 0                |         |         |         |         |         |
| 1988-89             | «Спартак» (Москва)       | СРСР                | 30               | 4                | 4                | 8                | 10               |         |         |         |         |         |
| 1989-90             | «Спартак» (Москва)       | СРСР                | 12               | 3                | 2                | 5                | 2                |         |         |         |         |         |
| 1990-91             | «Торпедо» (Ярославль)    | СРСР                | 46               | 19               | 7                | 26               | 14               |         |         |         |         |         |
| 1991-92             | «Торпедо» (Ярославль)    | СРСР                | 27               | 13               | 3                | 16               | 12               |         |         |         |         |         |
| Всього у вищій лізі | Всього у вищій лізі      | Всього у вищій лізі | 120              | 41               | 16               | 57               | 38               | 0       | 0       | 0       | 0       | 0       |
| 1992-93             | «Торпедо» (Ярославль)    | МХЛ                 | 42               | 8                | 13               | 21               | 6                | 4       | 2       | 1       | 3       | 0       |
| 1993-94             | «Калпа» (Куопіо)         | Лійга               | 44               | 11               | 8                | 19               | 14               |         |         |         |         |         |
|                     | «Торпедо» (Ярославль)    | МХЛ                 | 0                | 0                | 0                | 0                | 0                | 3       | 0       | 2       | 2       | 0       |
| 1994-95             | «Торпедо» (Ярославль)    | МХЛ                 | 36               | 7                | 6                | 13               | 16               | 4       | 2       | 2       | 4       | 2       |
| 1995-96             | «Кристал» (Електросталь) | МХЛ                 | 51               | 19               | 14               | 33               | 18               | 2       | 0       | 0       | 0       | 0       |
| 1996-97             | «Кристал» (Електросталь) | Росія               | 20               | 6                | 4                | 10               | 10               |         |         |         |         |         |
| 1997-98             | ЦСКА (Москва)            | Росія               | 13               | 1                | 2                | 3                | 4                |         |         |         |         |         |
| 2001-02             | МДУ (Москва)             | СЄХЛ                | 9                | 3                | 0                | 3                | 2                |         |         |         |         |         |

Статистика виступів за харківський клуб:
| Сезон   | Клуб              | Ліга   | І  | Г  | П  | О  | ШХ |
| ------- | ----------------- | ------ | -- | -- | -- | -- | -- |
| 1987-88 | «Динамо» (Харків) | СРСР-2 | 41 | 14 | 11 | 25 | 8  |